# Utile
Con utile, in economia aziendale, si indica la differenza tra ricavi e costi di un'impresa.
Se tale differenza è positiva viene comunemente chiamato profitto o surplus o avanzo, in caso contrario viene chiamato perdita o deficit o disavanzo.

## Descrizione

### Obblighi giuridici
Le aziende, anche per adempiere ad obblighi legali, devono rilevare l'utile periodicamente. Di solito il periodo al termine del quale si procede alla redazione del bilancio e quindi alla rilevazione dell'utile o della perdita è definito "esercizio" (vedi bilancio di esercizio). Pertanto si definisce più correttamente utile d'esercizio la differenza tra i ricavi ed i costi che - secondo il principio della competenza economica - si riferiscono al periodo considerato. In altre parole, l'utile rappresenta l'incremento del patrimonio dell'azienda prodotto tramite la gestione nel corso dell'esercizio. Quando non ci si trova all'interno di un'azienda, ma di singoli affari, l'utile può essere determinato come differenza tra ricavi e spese al termine dell'operazione.

### Obblighi fiscali
L'utile è soggetto a imposta. Nelle imprese individuali l'utile è considerato reddito d'impresa del titolare e sottoposto all'imposta sul reddito (IRPEF) come anche accade per i lavoratori dipendenti per il loro reddito. Lo stesso meccanismo si applica in proporzione alle quote sociali, ai soci delle società di persone. Una tassazione autonoma in capo alla società è prevista per le società soggette all'imposta sul reddito delle società (IRES), che pagano un'aliquota del 27,50% (a partire dal periodo di imposta 2017 sarà ridotta al 24%, ai sensi dell'art. 61, Legge 28 dicembre 2015, n. 208).
In tutti i casi l'utile soggetto ad imposte (cosiddetto "utile fiscale") può differire da quello del bilancio (cosiddetto "utile civilistico" derivante dall'applicazione dei principi contabili nazionali o internazionali) a causa dei diversi criteri di valutazione previsti. Ad esempio, nella valutazione dei crediti da svalutare per inesigibilità probabile o certa, il bilancio civilistico deve essere redatto con "prudenza" considerando tutte le perdite probabili e certe di competenza dell'esercizio. Invece, nell'utile fiscale, le perdite su crediti (un costo) accantonate a fondo non potranno superare lo 0,50 % del totale crediti. In questo caso si ha una "deducibilità fiscale" di un costo ridotta, che genera pertanto una differenza tra utile fiscale e civilistico.
Pertanto, dal risultato d'esercizio (utile lordo civilistico o "utile prima delle imposte"), determinato in sede di bilancio, si apportano le variazioni positive o negative, calcolate in sede fiscale a partire proprio dal risultato civilistico: si ottiene così l'imponibile fiscale/tributario o reddito (lordo) d'impresa. Una volta individuate le imposte e calcolato il reddito netto, allora si può ritornare al bilancio per ottenere l'utile netto ("utile dopo le imposte"). Da notare che un'impresa può essere in perdita fiscale pur con utile civilistico positivo, e viceversa.
Anche se non corretti dal punto di vista formale, ma invalsi nell'uso, i termini "utile fiscale" o "utile lordo" equivalgono al reddito imponibile.
Nell'ordinamento italiano, come regola generale le perdite su azioni e obbligazioni (italiani o emessi da soggetto esteri) ai fini fiscali non possono essere compensate con cedole o dividendi, né in relazione allo stesso strumento finanziario, né fra strumenti finanziari di tipo diverso o emessi da intermediari finanziari differenti (ad esempio perdite su bond argentini, compensate con guadagni su obbligazioni di un altro Paese).. Nel caso dei BTP acquistati sopra la pari non è ammessa la compensazione della perdita alla scadenza con le cedole incassate; le perdite devono precedere almeno di un giorno i guadagni.

### Destinazione degli utili
L'utile può essere destinato all'autofinanziamento dell'azienda quando viene trattenuto nell'impresa stessa oppure può essere prelevato dall'imprenditore o distribuito tra i soci, in proporzione alla quota o al numero di azioni possedute (dividendi).
Per le società di capitali, la legge italiana e spesso gli statuti delle stesse società impongono di destinare obbligatoriamente una quota dell'utile, pari al 5% dell'utile stesso, ad autofinanziamento, tramite accantonamenti a riserve del patrimonio. Nelle imprese individuali e nelle società di persone la destinazione dell'utile è lasciata alla volontà dell'imprenditore e dei soci.
Alcune imprese distribuiscono quote azionarie ai propri dipendenti alla pari o a un prezzo incentivato. Si tratta di un meccanismo con effetti simili a quelli delle stock option conferite ai dirigenti. La partecipazione dei lavoratori agli utili di impresa consente di:
- collegare meglio gli obiettivi di profitto individuali con quelli dell'azienda e premiare la produttività con un meccanismo simile a una retribuzione variabile: se l'azienda aumenta gli utili, automaticamente viene distribuito anche ai dipendenti un maggiore dividendo per azione;
- avere una partecipazione attiva dei dipendenti alla gestione dell'impresa, non legata solo alle rappresentanze sindacali, in virtù dei diritti di voto nell'Assemblea degli Azionisti;
- ammettere i lavoratori alla proprietà dell'azienda, rappresentata e suddivisa nelle quote azionarie.

Il codice civile italiano (artt. 2099 e 2102) prevede che i lavoratori possano essere retribuiti, anziché a tempo o a cottimo, mediante la partecipazione agli utili netti dell'impresa, delle prestazioni in natura, o con provvigioni. Lo stesso codice civile vieta il patto leonino, per le società di persone e per le società di capitali, patto in cui uno o più soci sono destinatari solamente degli utili o delle perdite societarie.
Sebbene i lavoratori non siano automaticamente detentori di quote di capitale, ad essi si può pure applicare il brocardo cuius commoda, eius et incommoda da cui per i soci discende il divieto dei patti leonini, essendo impattati in modo significativo da qualsiasi perdita aziendale.